# بلينفيو (نيويورك)
بلينفيو (بالإنجليزية: Plainview)‏ هي قرية غير مضمنة في ولاية نيويورك الأمريكية. يبلغ عدد سكانها حسب تعداد سنة 2000: 25,637 نسمة. ويبلغ عددهم حسب تقدير 2007 حوالي:25,500 نسمة.

## أعلام
- تشارلز دبليو. شي
- دانيال سميث
- دانيل هاريس
- دياني فرانكلين
- سيث غرينبيرغ
- ميكيلي أوبراين